# Вестлејк Вилиџ (Калифорнија)
Вестлејк Вилиџ (енгл. Westlake Village) град је у америчкој савезној држави Калифорнија. По попису становништва из 2010. у њему је живело 8.270 становника.

## Демографија
Према попису становништва из 2010. у граду је живело 8.270 становника, што је 98 (1,2%) становника мање него 2000. године.
| Група             | 2000.         | 2010.         |
| Белци             | 7.248 (86,6%) | 6.940 (83,9%) |
| Афроамериканци    | 69 (0,8%)     | 98 (1,2%)     |
| Азијати           | 509 (6,1%)    | 490 (5,9%)    |
| Хиспаноамериканци | 386 (4,6%)    | 533 (6,4%)    |
| Укупно            | 8.368         | 8.270         |